# Croton krabas
Espèce
Classification APG II (2003)
Croton krabas est une espèce de plantes à fleurs du genre Croton et de la famille des Euphorbiaceae, présente en Indochine.